# Tatjana Tomaszowa
Tatjana Tomaszowa ros. Татьяна Ивановна Томашова  (ur. 1 lipca 1975 w Permie) – rosyjska lekkoatletka specjalizująca się w biegach średniodystansowych. Dwukrotna mistrzyni świata w biegu na dystansie 1500 m, wicemistrzyni olimpijska z Aten, mistrzyni Europy z 2006, również na 1500 m.
Przed Igrzyskami Olimpijskimi w Pekinie w 2008 roku została przyłapana na oszustwie podczas badań antydopingowych. Rosjanki nie przyłapano na stosowaniu dopingu. Drogą mozolnego porównywania próbek moczu odkryto, iż kolejne próbki pobierane w różnych miejscach i różnym czasie nie należą do Tomaszowej, zatem do laboratoriów antydopingowych trafiały sfałszowane próbki moczu (zamiast od zawodniczki – od innych osób, bez śladu substancji dopingowych). Tomaszowa w związku z tym została zdyskwalifikowana do 30 kwietnia 2011 roku.
Tomaszowa wróciła do rywalizacji tuż po upływie okresu dyskwalifikacji. W 2012 wystąpiła na igrzyskach olimpijskich w Londynie, na których zajęła 4. miejsce w finale biegu na 1500 metrów. Po zdyskwalifikowaniu za wykroczenia dopingowe Turczynek Gamze Bulut i Aslı Çakır Alptekin, została przesunięta na drugie miejsce. Rosjanka utraciła jednak srebrny medal w listopadzie 2024 roku, za ponowne złamanie przepisów antydopingowych.